# Calamaria abramovi
Calamaria abramovi е вид змия от семейство Смокообразни (Colubridae).

## Разпространение и местообитание
Видът е разпространен във Виетнам.
Обитава градски и гористи местности, склонове и плата.